# HD 99556
HD 99556，又名CP-60 2941，SAO 251406、HR 4415，是一颗恒星，视星等为5.3，位于銀經292.87，銀緯0.09，其B1900.0坐标为赤經11h 22m 5.4s，赤緯-60° 0.09′ 54″。